# 圓深水鬍鯰
圓深水鬍鯰，為輻鰭魚綱鯰形目塘虱魚科的其中一種，分布於非洲馬拉威湖流域，為特有種，棲息在湖泊的底層水域，體長可達68.1公分，可做為食用魚及觀賞魚。

## 外部連結
- 圓深水鬍鯰的圖片 （页面存档备份，存于）

## 扩展阅读
維基物種上的相關：圓深水鬍鯰